# Колёнка
Колёнка — село в Польше, в Гмина Пёнки, в Радомский повят, Мазовецкое воеводство. Расположено примерно в 10 км к юго-западу от центра гмины села Пёнки, в 13 км к северо-востоку от Радома, и 89 км к югу от Варшавы.
С 1815 года Колёнка как часть Царства Польского в составе Российской империи: в 1816—1837 гг. в Радомском повяте Радомской области (до 1842 года) Сандомирского воеводства, затем с 1837 года Колёнка в Радомском уезде Сандомирской губернии, затем с 1844 года в Радомском уезде Радомской губернии. После оккупации Царства Польского германской и австро-венгерской армий в 1915 году формально входила в Королевство Польское.
В 1919…1939 гг. Колёнка в гмине Едльня Козеницкого повята Келецкого воеводства Польской Республики.
Во время Второй мировой войны в лесах близ Колёнки действовал партизанский отряд Армии крайовой. В 1945—1975 гг. деревня в Келецком воеводстве, затем в 1975…1998 гг. в Радомском воеводстве.

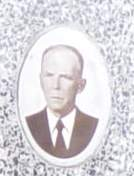
Партизан Станислав Сичек
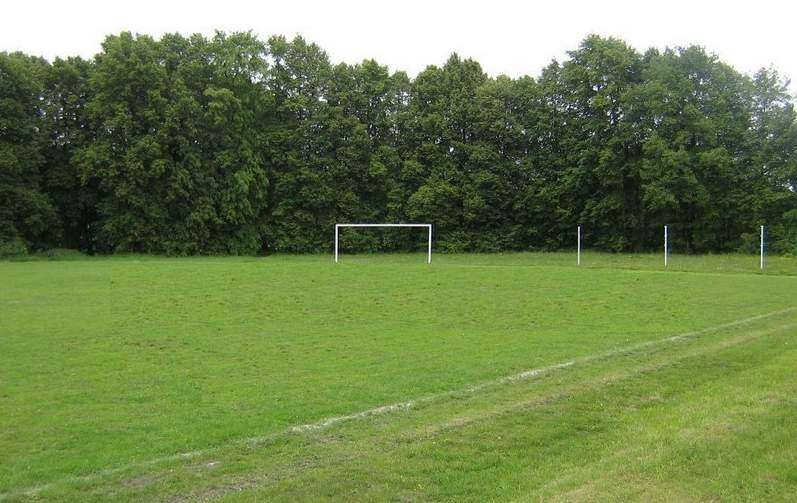
стадион народного спортклуба «Йодла Едльня-Летниско»
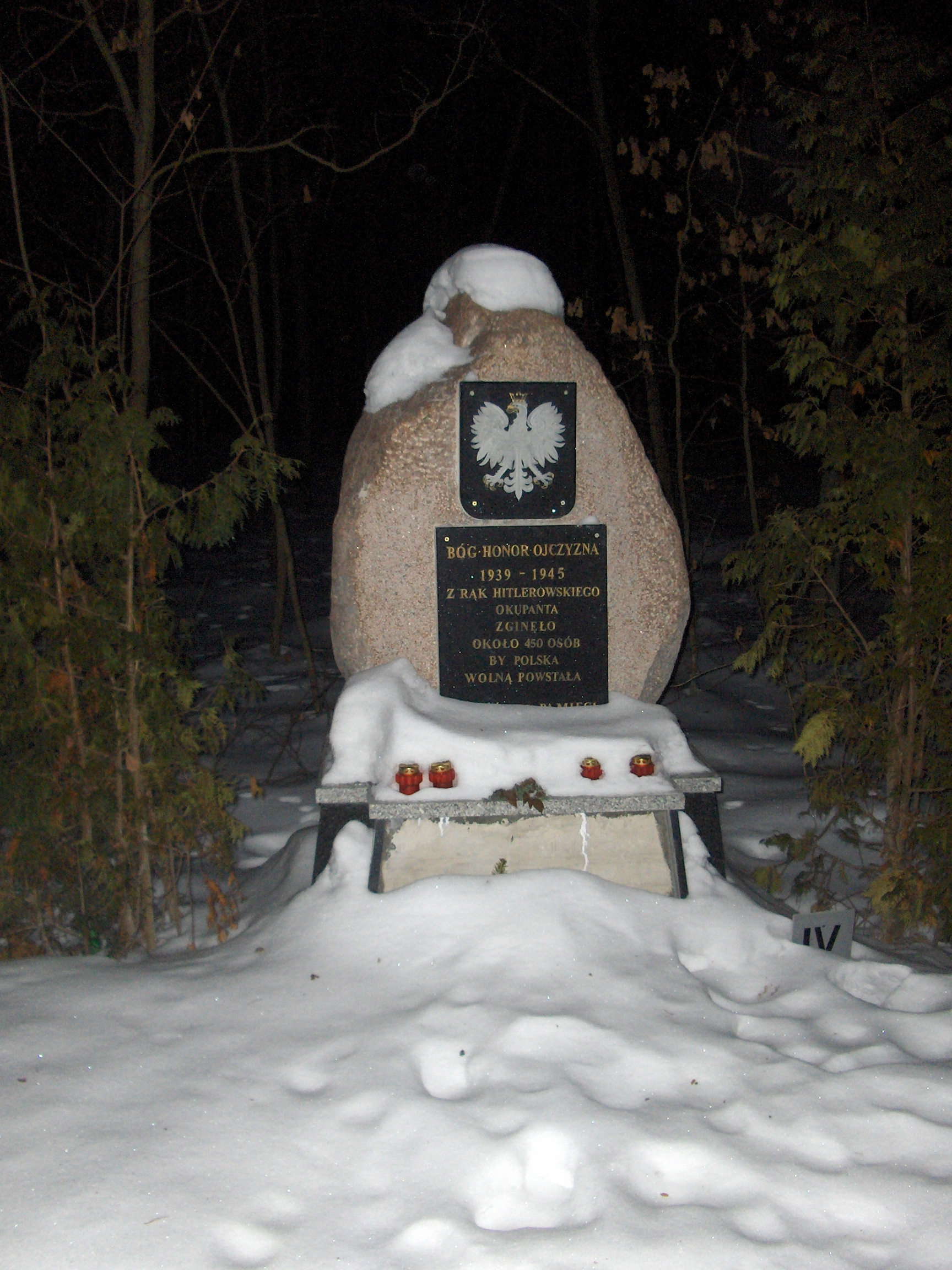